# Elkhan Astanov
Elkhan Astanov (en kazajo: Елхан Астанұлы Астанов; Shymkent, 21 de mayo de 2000) es un futbolista kazajo que juega en la demarcación de extremo para el FC Ordabasy de la Liga Premier de Kazajistán.

## Selección nacional
Tras jugar con la selección de fútbol sub-21 de Kazajistán, hizo su debut con la selección absoluta el 28 de marzo de 2021 en un partido de clasificación para la Copa Mundial de Fútbol de 2022 contra Francia que finalizó con un resultado de 0-2 a favor del combinado francés tras un gol de Ousmane Dembélé y un autogol de Sergey Malyi.

## Clubes
| Club            | País       | Año       | Partidos | Goles |
| --------------- | ---------- | --------- | -------- | ----- |
| FC Ordabasy "B" | Kazajistán | 2017-2019 | 59       | 19    |
| FC Ordabasy     | Kazajistán | 2018-2023 | 76       | 12    |
| FC Astana       | Kazajistán | 2023-2025 | 75       | 10    |
| FC Ordabasy     | Kazajistán | 2025-     |          |       |

## Palmarés

### Títulos nacionales
| Título                        | Club        | País       | Año  |
| ----------------------------- | ----------- | ---------- | ---- |
| Copa de Kazajistán            | FC Ordabasy | Kazajistán | 2022 |
| Copa de la Liga de Kazajistán | FC Astana   | Kazajistán | 2024 |